# 虎胆雄心
虎胆雄心，是中国大陆于2008年播拍的电视剧。是新版敌营十八年的继集。电视剧的情节沿续第一部的内容，主要演员杜淳、阿斯茹、王鹏凯等。《虎胆雄心》2009年在中央电视台首播。

## 制作人员
导演：桑华

## 演员名单
- 杜　淳 饰 江　波
- 阿斯茹 饰 康　瑛
- 王鹏凯 饰 何　昆
- 屈菁菁 饰 娇　妮
- 唐　莉 饰 许曼华
- 朱　虹 饰 尤佳丽
- 沈　泰 饰 方泽亮
- 周明汕 饰 宣子奇